# Desmiphora pretiosa
Desmiphora pretiosa är en skalbaggsart som beskrevs av Julius Melzer 1935. Desmiphora pretiosa ingår i släktet Desmiphora och familjen långhorningar. Inga underarter finns listade i Catalogue of Life.